# الکسیوکا (شهرستان کوروچانسکی، استان بلگورود)
الکسیوکا (انگلیسی: Alexeyevka, Korochansky District, Belgorod Oblast) یک شهرک در بخش کوروچانسکی استان بلگورود کشور روسیه است.